# Andrej Kozyrev
Andrej Vladimirovič Kozyrev (* 27. března 1951, Brusel) byl poslední ministrem zahraničí RSFSR a prvním ministrem zahraničí Ruské federace. Patřil k liberálnějším a zpočátku značně prozápadně orientovaným členům ruského kabinetu v dobách prezidentství Borise Jelcina. Později zaujímal konzervativnější postoje. Od roku 1995 však již Jelcin přesto nebyl s kurzem zahraniční politiky spokojen, v lednu 1996 tak Kozyreva nahradil Jevgenij Primakov.
Od roku 2010 žije ve Spojených státech, k roku 2022 ve Washingtonu.

## Kozyrevova doktrína
Jako Kozyrevova doktrína je někdy nazývána tzv. doktrína blízkého zahraničí, zdůrazňující široké ruské zájmy v zemích bývalého Sovětského svazu. Bývá proto přirovnávána k Monroeově doktríně, která v 1. pol. 19. st. vymezovala zájmy USA na americkém kontinentě.

## Postoj k rusko-ukrajinské válce
Ruská invaze na Ukrajinu je podle Kozyreva strašná, ale z hlediska Vladimira Putina není iracionální. Putin má totiž podle Kozyreva za to, že Ukrajina nemá nárok být suverénním státem – měla by být satelitem Ruska. Kromě toho Putin věřil, že má modernizovanou armádu. Velká část peněz na její obnovu ale byla rozkradena. Putinovým třetím omylem je přesvědčení, že Západ nebude schopen jednoty a že Evropská unie je slabá, uvedl Kozyrev.